# Carena de Ca l'Escuder
La Carena de Ca l'Escuder és una serra situada al municipi de Montmajor a la comarca del Berguedà, amb una elevació màxima de 813 metres.